# 服装の乱れ
服装の乱れ（ふくそうのみだれ）とは、日本において既存社会集団の服装に関する規範に適合しない個人の服装の状態を指す言葉である。（商業施設などへの服装を理由にした入場規制や国際的なエチケットについてはドレスコード参照）

## 概説
社会的規範と個人の意識との葛藤が、「服装」という可視的なものに物象化して「服装の乱れ」が発生する。
服装は、フォーマルなものであるほど、その着用方法について校則、就業規則などによる明示的な規制ないし暗黙の社会的規範があり、従わない場合の処罰や社会的信用の失墜というサンクションよって各個人に強制されている。それは、典型的なモダニズムの象徴といえる存在であり、服装の乱れは、おおいかぶさる規範的権威をはねのけ、学校という権威を無視した個人や小集団の主張を表明するというポストモダン的な行為として発生する。
それは、権威に反抗する行為でもあり、「服装のアレンジ」や「脱画一化した服装」、「抑圧的な権威に対する抵抗」と評価されたりする。ただ、ポストモダニズムに属する他の行為と同様、その抵抗は、問題を個人や小集団のレベルで消し去ってしまうものであり、巨視的には権威や規制そのものは温存される。
服装の乱れは、次のような形態をとって現れる。
- 明示的もしくは暗黙の規範とは異なった着用法で着る。
- 長さや太さなどの形状を変える。または指定外や規範外のものを着る。
- 衣服の型（デザイン）に目的をもって付属しているもの（ホックやボタンなど）を使用しない。
- 衣服そのものに容易には回復困難な物理的改造や破壊を加える。

## 教育現場の服装の乱れ
戦前から若者の間では「年寄りが勝手に決めた堅苦しい規範」に反する動きは当然のごとく存在した（旧制高校におけるバンカラ（蛮カラ）が典型例）。しかし、当時は限られた階層でしかかかる自由の表現ができなかったのに対し、大衆消費社会となった1960年代末期、日本においては全面的にかかる反抗が開花した。高等学校においては、学校の権威による学生服着用の強制に対し、生徒たちは「制服自由化運動」というやはりモダニズム的なやりかたで対抗し、各地で学園紛争がひろがった。だが、現代の生徒たちは、同じ強制を、服装の乱れというポストモダニズム的な行動によって個別的ないし小集団の行動として消滅させようとしている。
学校における服装の乱れは、一般に、教育困難校と評される学校の生徒に多いと考えられがちであるが、むしろこれらの学校では厳しい生活指導が徹底され、服装の乱れが見られにくい場合もある。逆に進学校や難関校と評される学校で、勉強さえやっていればあとは自由などの発想から、生活面の指導が行われず、教育困難校以上に服装の乱れが広まっている場合もある。さらに、どのような学校においても、校外では教職員による指導が困難となり、服装を乱す生徒が多くなる。

### 服装の乱れに至る生徒の心理
生徒の心理の中では、下記のようなさまざまの理由が複合して服装の乱れに結果する。単なるファッションの一形態が「服装の乱れ」になってしまう無意識的なものと、明確に反抗などの意思表示として意識的に行うものがある。ただし、これには明確な境界線はなく、要因もまた複合的である。
自身の心理的葛藤や個人的事情
- 制服自体の構造やサイズが窮屈で規則どおりに着用すると苦痛があるので、ホックやボタンを常に外して着用したりサイズの大きな服装をして、物理的苦痛の強制を拒否する。
- 思春期の入り口で子供っぽい服装を拒み、大人びた服装をしたいという心理。
- 学年章、名札等や制服そのものによって露出を強制されている個人のアイデンティティや個人情報を一般の外部者に隠す。

学校や教師、（または親や社会一般）に対しての意思表現
- 学校や教師に正面から反発できない代償行為。
- 生徒の自己顕示欲。成績など何らかの心理的なコンプレックスを感じている場合、服装を乱すことといった他の面での価値優位性を自覚することによって学校の権威に対するカタルシスを感じる。
- かつての学校の規範が紛争などで否定されたあと、生徒が事実上勝ち取った自主性を、かつての規範に縛られない着用方法をあえてとることにより表現する。

友人や同級生など同輩に対しての意思表現
- 学校の規範に属しているのではなく、親密な友人同士のような集団に帰属していることを、服装におけるサブカルチャーの実践によって表現する。一般的に、逸脱を共にする「共犯」性は当該集団の集団意識を強固にする。
- 同級生や下級生などへの威勢の誇示。「怖い」「強い」などのイメージを演出する。
- 不良集団に加わるとき、その一員になったことを、詰襟を高くする、スカートを長くするなど特定のやりかたに制服を改造して着用することで表現する。
- 周囲の同調圧力に迎合する。転校生がその学校の多くの者がやっている「服装の乱れ」を真似することによって、同輩に対して仲間意識を持つなどの意味もある。圧倒的にブームになったルーズソックスなど、むしろそうでないほうが珍しいような時期においては、いっそう同調圧力が強くなる。

### 統計調査
次の2つの調査から、反抗的な理由よりも、周囲からの評価意識などが、現代の制服を着崩す主要因であることがわかる。
尾崎商事による調査
朝日新聞の記事によると、「学生服大手の尾崎商事（岡山市）が2010年、全国の中高生計400人を調査した結果、制服を「着崩している」と答えたのは、高校生41.5%、中学生17.0%。着崩す理由は、(1)しないとダサい(2)おしゃれに見える(3) 制服の着心地がよくない(4) 皆が着崩しているから ―― の順。「学校や大人に反発したいから」を選んだ子はほとんどいなかった」とある。
山園による調査
山園エリが行った調査では、調査対象者の大学生70名（男性34名、女性36名）のうち、対象者が中学生の頃に、制服着用おける校則違反をしていた者は、40名（男性18名、女性22名）、違反をしていなかった者は30名（男性16名、女性14名）であり、校則違反をしていた者の方が多く、その傾向は女性で高いことがわかる。校則違反の内容（複数回答可）は、男性で、「ズボンを腰ではく」（10名）、「首元・袖ボタンをあける」（6名）、「髪を染める」（5名）という順で高く、女性では、「スカートを短くする」（16名）、「違反の靴下」（10名）、「眉毛を整える」（6名）という順で高い。
校則を違反していた理由は、「かっこよくみせたかった」「制服がダサかった」などの評価意識に関する理由が80%を占め、他に「周り（友達）がしていた」という同調の理由が20%、「楽/ラフなのが好き」「制服が大きすぎた」という着心地に関する理由が18%、同じく、「やんちゃだった/子どもだった」「先生に反抗して/反抗期」といった理由が18%と続く。一方で、校則を守っていた理由は、「先生が厳しかった」「服装検査があった」という厳しさに関する理由が43%、「生徒会役員だった」「後輩の規範になりたかった」という責任感に関する理由が43%、「違反する考えがわかなかった」「たまたま校則範囲内だった」という不満なしが43%、と同じ割合であった。
この結果を受けて、山園は、「制服着用における校則違反には、周囲の生徒からの評価を意識する程度が大きく関連していると考えられる」とまとめている。

### 服装の乱れとされる例
- 学生服
  - 詰襟のホックや前ボタンをかけず、襟を開けたままにする。
  - プラスチック製の襟カラーを装着せず、襟を ノーカラーにする。
  - 詰襟を標準とされる4cmよりも高く、あるいは低く改造する。また、上着丈を長く（長ラン）、あるいは短く（短ラン）改造する。
  - 表ボタン、裏ボタンを指定外のものにする。
  - 袖の飾りボタンを増やす。（もしくは減らす）
- セーラー服
  - スカーフ、胸当て、リボンやネクタイなどの指定された装飾品・付属品を取り去る。
  - 袖カフスのホックを留めない。
  - 丈を短く改造する。
- ベスト・セーター・カーディガン・コート
  - 制定外の特に赤や黄色など派手な色や形をしたセーターやカーディガン、コートを着用する。
  - 学生服の下に、襟からはみ出すようなハイネック（タートルネック）のセーターを着用する。
  - セーターの袖をブレザーから出して着用。
  - セーターをワイシャツの上に着用せず腰に巻く。
- ワイシャツ・ブラウス
  - ブレザーやワイシャツやブラウスの袖を折る。
  - 上の方のボタンを留めず、胸辺りまで開ける。
  - 袖カフスを留めない。
  - カラーシャツやオックスフォードシャツなど指定外のシャツを着用する（ワイシャツは綿65＋ポリエステル35の混紡。オックスフォードとは斜子織りのこと）。
  - ワイシャツの裾を学生ズボンやスカートの中に入れない。またはたくし込まず腰でダブ付かせる。（後述「腰パン」でベルト位置が不自然に低いのを隠すため）
- ネクタイ・リボン
  - 外してしまう。
  - 逆に、校則にないネクタイやリボンを着装する。
  - 緩んだ状態で首から下げる。リボンの結び目を大きくする、または小さくする。
  - 装着時に、下のワイシャツあるいはブラウスの襟元のボタンをとめない。
- バッジ類
  - 規定された校章、学年章、クラス章などの襟章類を装着しない。
  - 名札を着装しない・あるいは縫い付けるとの規定に反して取り外せる状態で着装する。
  - 所属学年やクラスと異なる学年組章類、あるいは校則制式でないバッジ類を着装する。
- スラックス
  - 腰パン。
  - ベルトを着用しない、または緩めて留める。また指定外のもの（制式尾錠ではなく市販のもの、黒ではなく色物、一枚革ではなくウェブベルトなど）を着用する。
  - 丈が長くとも裾を折らずに、裾上げをせずに穿く。上記腰パンで裾を引きずって歩く（ボロボロになる）。
  - 夏服着用時に脛が見える程裾を捲る。
  - 裾がダブルと規定されている場合に、シングルに伸ばす。あるいは、シングルと規定されている場合に、裾上げによる調整をせずダブルに折る。
  - バギー、ボンタン、ドカン、ラッパなど、変形学生ズボンを穿く。
  - タックが多く入った学生ズボンを穿く（ツータックなど）。
- スカート
  - 丈を指定外に改造する。従来は長いもの（ロングスカート風）がいわゆる“不良”の象徴だったが、1990年代以降は逆に、ミニスカート風に短くしている方が多い。
  - 吊りスカートの場合は、吊り紐を切る(2023年の明石市立錦城中学校は上級生の吊り紐のはさみ等による切断を学校側が認めている)。また逆に普通のスカートに派手なサスペンダーを着用する。
  - ウエスト部分にスカートを巻き上げて丈を上げる。ベルトを用いて任意の丈に上げるなどの方法をとる場合もある。
  - 下にはスカートよりも丈の長いハーフパンツ、またはスウェットのボトムやトレパンを着用する。特に冬場（寒さの厳しい地域）に多く見られる（いわゆる「埴輪ルック・埴輪スタイル」※多くの場合は短くしたスカートの下にダボダボのジャージを着用）。
- 履物
  - 革靴や上履きの踵を潰し、スリッパ状にして履く。
  - 指定された靴を履かない。白色のみと決められているところで、色ものの靴を履くなど。
  - 指定の型の靴下を履かずに裸足で、またはスニーカーソックスやルーズソックスなど規範外のものを着用する。
- 制帽
学生帽が制定されていた時代は、無帽通学が重要な服装の乱れとみなされた。なお、定められている新制高等学校は少ない。これは、いわゆる角帽型の学生帽は背広スタイルでは似合わず、ソフト帽（冬）やカンカン帽（夏）など背広用の着帽は既に現代の日常習慣で廃れてしまったためと考えられる。
  - 制帽をわざと傷める。つばを折る。後部を裂く。油を塗る。白線を醤油やコーヒーなどで汚す。
  - 形を故意に崩し、平たく潰したり極端に深くかぶったりする。
  - 自転車通学でヘルメット着用が義務付けられている場合に、ノーヘルで登下校を行う。なお、道路交通法では、2008年改正で13歳未満の児童に対しヘルメット着用が努力義務とされた以上の規制はない。
- 体操服
  - 長袖トレシャツのチャックを掛けずに着る。
  - トレパンの裾チャックを掛けない。
  - トレパンや短パンの腰紐を締めない。
  - 自学年と違う色のラインが入ったものを着る。
  - 落書きをする。
  - 自分の体よりかなり大きいサイズのものを着る。
  - 半袖トレシャツをトレパンや短パン、ブルマーの中に入れない。
  - 体育以外の授業や登下校など、通常の制服を着用すべき時間帯に体操服を着用したままでいる。
- その他（携行品や髪型など）
  - 整髪料などで 頭髪に手を加えファッション性を持たせる。染髪、パーマをする。女子は髪が長い際は、ピンやゴム（色は黒）で留めることが決められていることがあるが、それをしない。コンコルドクリップ（原色の大型クリップ）で髪を留める。
  - 眉を細く剃るなど手を加え、ファッション性を持たせる。
  - ネックレスやピアス、ウォレットチェーン（財布の落下防止用鎖）、指輪などのアクセサリーを身に着ける。
  - 化粧やマニキュアなどをする。
古い時代では逆に、ノーメイクで登校する。（社会人女性のナチュラルメイクが必要なマナーとされるのと同様、かつては思春期以降の婦女子がすっぴんで出歩くのを身だしなみに欠ける無作法と考える向きがあり、女学校の教育者らも華美を戒めつつ具体的な薄化粧法の指導に言及していた。[4]
  - 派手な下着を着用する。
  - 香水を用いる。
  - 学生鞄に、指定のものではなく市販品や他校の品を使用する（制服のバッジも外す事でどこの生徒か不明になる）。生地を柔らかくする。マチの幅を細く改造して、鞄をぺちゃんこに潰す。学生鞄をキーホルダーや落書きなどで飾る。
  - 通学時に指定の学生鞄ではなく部の遠征バッグを携行する（その部に所属する事を誇示する。男子生徒で球技部・陸上部員に多い）。
  - ブランド物の財布などを持つ。
- 全般
  - 学生服、ブレザーの中に柄物のTシャツなど「私服」を着込む。
  - 衣更え規定からの逸脱。冬服期間に、制式の上着ではなく夏服の略装に紺や黒のカーディガンを着て通学する。逆に夏服の期間に冬服を着用する。
  - 他校の制服類や、別学年のバッジ類を使用する。
  - 自校の制服とは異なる生地の上着やズボン、スカート類を着用する。
  - ボタン、バッジ、ワッペンなど学校の象徴となるアイテムをわざと汚したり傷つけたりする。
  - 制服自体を、わざと汚れたりしわがよった状態で着用する。
  - （ボタン、ホックの類を留めるよう指導をされても、「壊れてしまった」と言い訳ができるため）制服のボタン、ホック自体を潰したりもぎ取ったりして使用不能な状態にする。
  - 体操服など、学校で着用する衣服も腰パンにする。
  - ポケットに手を入れて歩く（ここで、腰まで手を上げずに済むように腰パンにする）。

### 服装の乱れの判断
また、学校側がどこまでを「乱れ」とみなすのかは、その学校の校則の指導方針や伝統などにも左右されるため、各校で異なる。旧制高校において伝統だった弊衣破帽は、制服や制帽に対する物理的な破壊や汚損をともなうものであったが、これが「乱れ」として生活指導の対象となることはなかった。現代でも、長きにわたり装用してメッキが剥がれた・七宝やエナメルの欠けた襟章、黄ばんできたセーラー服の白線などを、学校生活の象徴として愛着と誇りを見出す心理は存在する。その場合、襟章や白線を新品に取り替えるようにという生活指導は、通常行われない。
学校内においても、各教師ごとにどこまでを乱れと判断するか対応の違いもある。生徒間において不均衡な指導が行われることもある。真面目な生徒には寛容に、反抗的な生徒には厳格にという対応がある一方で、過度に逸脱的な生徒には軽微な服装の乱れを指摘していてもキリがないため、黙認されることもある。さらに、後述のように、生徒の工夫と服装の乱れとのあいだに区別が引きにくい場合もある。
もっとも、そのような学校内部における「乱れ」の程度の認識が、一般性を持たない場合もある。たとえば、詰襟にプラスチック製の襟カラーを装着させることを厳しく指導する学校もあるが、逆に、カラーが苦痛になるとしてこれを強制しないと生徒や保護者に明示している学校や、カラーを装着しないことを公式の方針にした学校もある。
服装が「乱れ」ていると判断するためには、基準となる服装が制定されている必要がある。その基準がない私服校や大学では、法に直接抵触しない限り服装が問題となる事はない。

### 服装の乱れの時代性
時代の流れとしても、かつては乱れと判断されていたものが、学校側が公認ないし黙認することで、乱れでなくなるケースもある。
たとえば、今日ではほぼ全ての学校で制帽ならびに坊主刈が廃止されたので、かつてのように無帽通学や長髪が「服装の乱れ」とみなされることはなくなった。詰襟ホックについても、1970年代ごろまでは、多くの学校でこれを外すことが「不良の始まり」の象徴として厳しく指導対象とされていたが、窮屈な詰襟が伸び盛りの生徒に与えている苦痛についての認識が広がると、多くの学校が明示的か暗黙かは別としてホックを留めないことを容認するようになり、今日では開いた学生服の襟元を乱れと受け止められる傾向は社会的に少なくなった。さらに、名札や学年章類の着用を生徒に義務付けていた学校で、近年の個人情報保護の流れに配慮し、制服のモデルチェンジの機会などを捉えてこれらを廃止する学校、安全ピンとクリップの両用型で必要に応じて外して反転させ表面を見えなく出来るようになっているものを採用する学校が増えている。こうした場合、名札や学年章を装着しなくても「服装の乱れ」と判断されることはない。

### 服装の乱れに対応した制服
このような、指導の緩和の流れとは別に、服装の乱れに対応した制服が開発され、指導を容易にするという流れもある。
たとえば、スカート丈を短くする常套手段のひとつに、ウエストを数回折り返すというものがある。原状回復出来ない改造ではないため、服装指導を回避するのに用いられる。これを防ぐため、曲げにくいようベルト芯を部分的に幅広にしたり、吊り紐付きにしたり、また曲げるとゴワつくようウエスト部分の布の量を多くしたスカートが開発された。他にも、腰穿きを防ぐために股上を浅くしたスラックスや、位置を下げられないようボタンで留めるタイプのネクタイ・リボンなどが開発され、採用されている。
また、規定通りに着用しなければ外観が損なわれ、容易に発見できるようにした制服も開発されている。スカートのウエストの下にワンポイントやボタンなどの飾りをあしらい、曲げたときに飾りの位置が変わったり見えなくなる。また、スカートの裾上げを防ぐため、裾に横ボーダー柄が入ったデザインにするなどの手法もある。
それと反対に、着用方法に合わせた制服も存在する。シャツをボトムの外に出す乱れに対し、はじめからボトムの外に出すようデザインされたシャツを採用し、シャツを出すことを服装の乱れとみなさなくするのはその一例である。硬いプラスチック製の襟カラーが首まわりに与える苦痛を緩和するために導入されたラウンドカラーが広まってきたのも、ノーカラー化傾向への対応の例と言える。同じ目的で、生徒自身が標準型の広幅カラーを慶應型の細幅カラーに交換する場合がある。また、私立校などで見られる数種類から組み合わせを選べる制服も、指定外の服を着るという乱れに対応しようとした工夫と考えられる。

### 服装の乱れは心の乱れ
1980年代頃から、服装の乱れは心の乱れ（ふくそうのみだれは こころのみだれ）という標語を掲げた服装指導も見られるようになった。学校生活が持つモダニズム的価値観に肯定的な「真面目」な生徒は、学校側が規定したとおりの服装をしていることが多い。
この標語の使用には否定的意見も多く出された。代表的な意見としては、以下のようなものがある。
- 「服装の乱れ」によって「心の乱れ」が生じているのか、はたまた「心の乱れ」によって「服装の乱れ」が生じているのか、という2つの事象の因果関係が明確でない。強引に結びつけたと考える人もいる。（「服装の乱れ」と「心の乱れ」は必ず一致するのか）
- 「学校が決めた」秩序や規範への異議を「心の乱れ」とする立場は、自律的ではない“上が決めた”規範に何の疑問を抱かず従順に従うことを美徳とする価値観を強制しているに過ぎない。
- 服装を取り締まることが、指導対象となる人の「心の乱れ」に対しての「心のケア」に役立つのか？ 逆に、指導されたことで心が更に乱れる可能性がある。
- そもそも「心の乱れ」とは何を指すのかが不明。心が乱れているのであれば「心のケア」が先ではないのか。
- 「服装の乱れ」の定義も不明。教師各人の主観的判断によるところが大きく、規範として成立していない。
- 服装に干渉することは、日本国憲法第21条（表現の自由保障）に違反している。
- 学業と身なりに興味を持つことは両立し得る。

支持する側からは、次のような反論がある。
- 服装を乱すのは、「学校が決めた」秩序や規範に従わないことの表明であるから、それ自体、面目な学校生活に対する「心の乱れ」と表現しうる。
- 制服着用はあくまで学校生活を過ごす上での規則であり、さまざまな職業（例えば警察官や駅員）における規定制服着用義務と同じである。帰宅して以後や長期休暇中など個人の立場における服装の自由は保障されており、学校内で服装指導をする事が即憲法違反とは言えない。
- 規則通りの服装にさせる指導も、「心のケア」の一環である。

なお岩手県花巻市立中学校の一部などに、1990年代初頭まで「放課後や休日でも、自宅から200m以上離れた場所に私服で外出してはならない。」という校則が存在し、制服か学校指定のジャージでの外出が強制されていた。また当時の同地域男子生徒は坊主頭が強制であった。

### 服装の乱れに対して過去に学校側がとった対策の事例
1980年代、男子生徒の制服ズボン改造に対する対策として、男子生徒に登校時にズボンを脱がせ、上はワイシャツや学生服を着た状態、下は短パンで下校時まで過ごさせた学校があった。また、男子生徒の制服を半ズボンにして、「自分はまだ子供」との認識を持たせ、非行防止につなげる事を検討した学校もあったが、いずれも実現には至らなかった。過去に男子生徒の制服を半ズボンとしたのは、首都圏の数校の私立校のみであった。

## 諸外国における“乱れ”の例
なお、教育課程において学生服を定める習慣のある国は、学生服#日本以外への普及を参照。